# Franjo Bayros
Frnjo Bayros (njem. Franz Wilhelm von Bayros; Zagreb, 28. svibnja 1866. - Beč, 3. travnja 1924.), austrijski i hrvatski erotski i pornografski ilustrator i slikar. Poznat je po svojoj seriji crteža u knjizi Priče sa stola za oblačenje. Pripadao je dekadentnom pokretu u umjetnosti.

## Životopis
Franz von Bayros rođen je u Zagrebu. Njegov otac bio je markiz Otto, čija je obitelj došla iz Španjolske u vrijeme vladavine Karla V. Franzov otac radio je kao činovnik Južnih željeznica u Zagrebu, Bosni i Beču. Majka mu je iz obitelji Rengelrod, a djelomično je i hrvatskog porijekla.
Von Bayros je gimnaziju i studij slikarstva pohađao u Beču, počevši studirati 1882. na Akademie der bildenden Künste. Nakon očeve smrti 1888. zaposlio se u atelijeru Gottfrieda Seelosa s kojim je obišao dalmatinsku obalu. Uskoro je upao u visoko društvo te ulazi u krug prijatelja Johanna Straussa mlađeg, čiju je pokćerku oženio 1896.
Bayros je 1897. otišao na daljnje obrazovanje u München, gdje pohađa poznatu školu Knirr. Prvu izložbu imao je 1904. u Münchenu. Ilustracijom knjiga bavio se do 1907., kada je protiv njega pokrenut postupak zbog ilustracija u knjizi Maxa Semnerau Priče sa stola za oblačenje. Tada je napustio München i nastanio se u Beč. Između 1904. i 1908. išao je na studije u Pariz i Italiju.[nedostaje izvor] Izložbe je također održao 1912. u Berlinu i 1913. u Budimpešti. Iste godine je sudjelovao na izložbi Hrvatskog društva umjetnosti u Zagrebu sa stotinu radova (ex librisa i ilustracija knjiga).
Pokušao se vratiti u München 1923., ali je zbog gospodarske krize ostao živjeti u Beču. U Münchenu se bavio crtanjem vinjeta i ilustriranjem knjiga. Radio je crno-bijele ilustracije u maniri rokokoa secesije. Njegov je crtež najviše odgovarao galantnim romanima, objavljenim primjerice u djelima Henryja Murgera i Rudolfa Hansa Bartscha. Poslije Prvog svjetskog rata ilustrirao je priče iz Tisuću i jedne noći, Aretinove pjesme, Casanovine memoare, Prévostovu Manon Lescaut, Aristofanovu Lizistratu i dr. Pored toga, Bayros je radio i mape (10 akvarela Aus meinen Schlössern i dr.) mnogobrojne ex librise (najviše s mondenim ljepoticama) te ilustracije knjiga za Almathea-Verlag. Za Danteovu Božanstvenu komediju napravio je oko 2000 manje uspješnih ilustracija. Kao slikar, najviše se bavio ženskim portretom. Potpuni popis njegovih ilustracija knjiga, mapa i ex librisa objavio je Rudolph Weigel u Lepzigu 1926.
Von Bayros je tijekom života napravio preko 2000 crteža. Njegova djela se izlažu na svjetskim izložbama erotike, a imaju ih i brojni svjetski kolekcionari, erotomani.